# Gommecourt British Cemetery N°2
Le Gommecourt British Cemetery N°2  est un cimetière militaire britannique de la Première Guerre mondiale, situé sur le territoire de la commune d' Hébuterne, dans le département du Pas-de-Calais, au sud d'Arras.

## Localisation
Ce cimetière est situé à un kilomètre à l'est du village, en suivant la rue de Bucquoy, à la limite du territoire de la commune de Gommecourt, d'où son nom. Situé à une cinquantaine de mètres de la chaussée, il est accessible par un petit sentier gazonné.

## Histoire

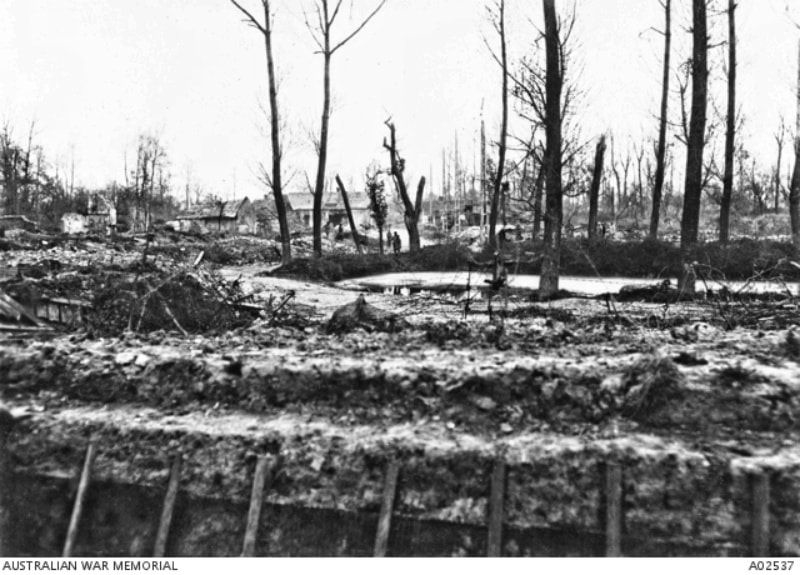
Les ruines du village en mai 1918.

Le village d'Hebuterne reste aux mains des Alliés de mars 1915 à l'armistice du 11 novembre 1918, bien que lors des avancées allemandes de l'été 1918, il soit pratiquement en première ligne. Gommecourt est attaquée sans succès par les 56e et 46e divisions britanniques le 1er juillet 1916 (premier jour de la bataille de la Somme).
Le cimetière britannique de Gommecourt N°2 a été construit en 1917 lorsque les champs de bataille ont été dégagés. Il comporte surtout les corps de soldats du commonwealth tombés le 1er juillet.
Le cimetière britannique no 2 de Gommecourt contient désormais 1 356 sépultures et commémorations de la Première Guerre mondiale dont 682 ne sont pas identifiées.

## Caractéristiques
Ce cimetière a un plan rectangulaire de 60 m sur 30 et est clos par un muret de moellons. Le cimetière a été conçu par l'architecte britannique Reginald Blomfield.

## Galerie

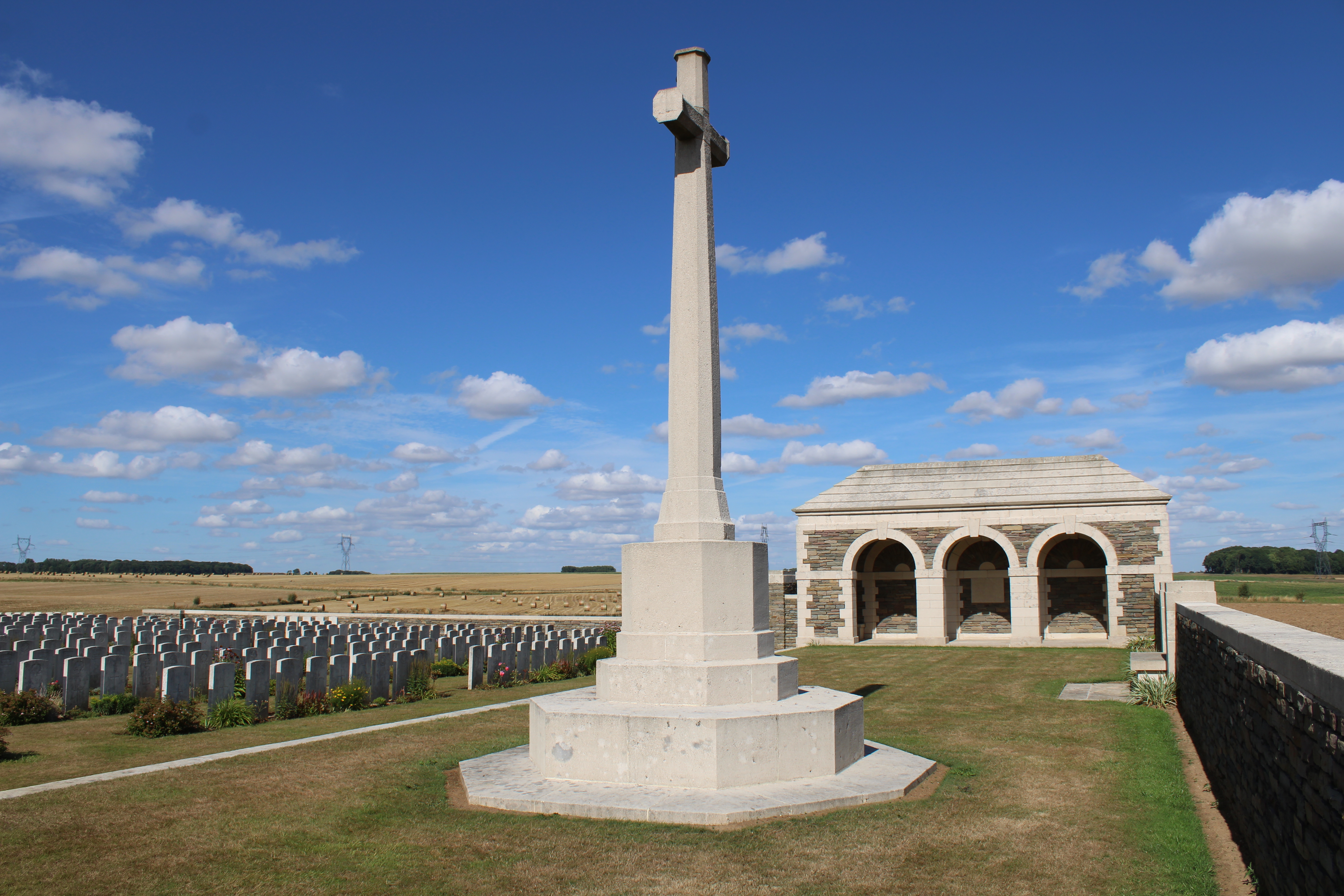
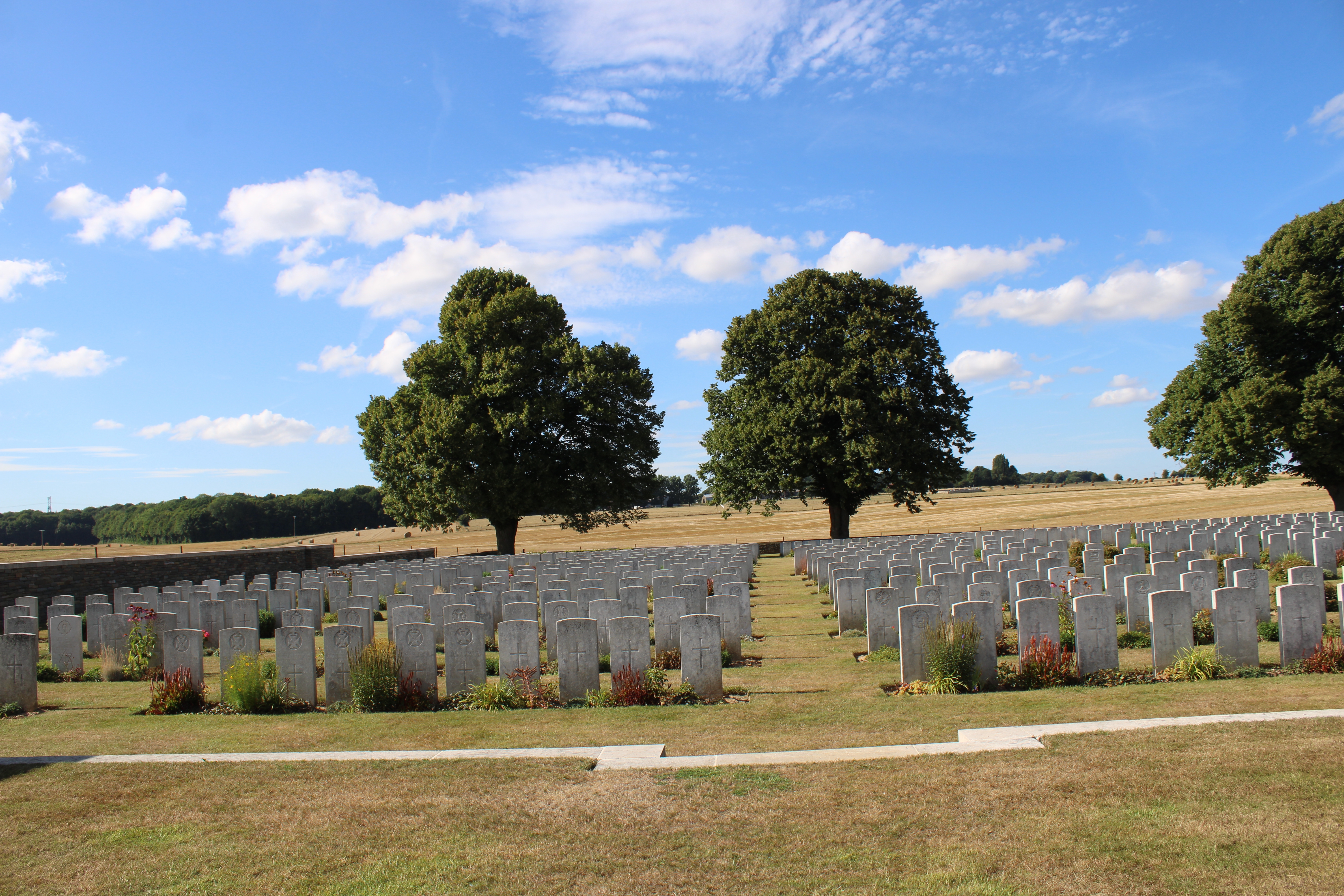
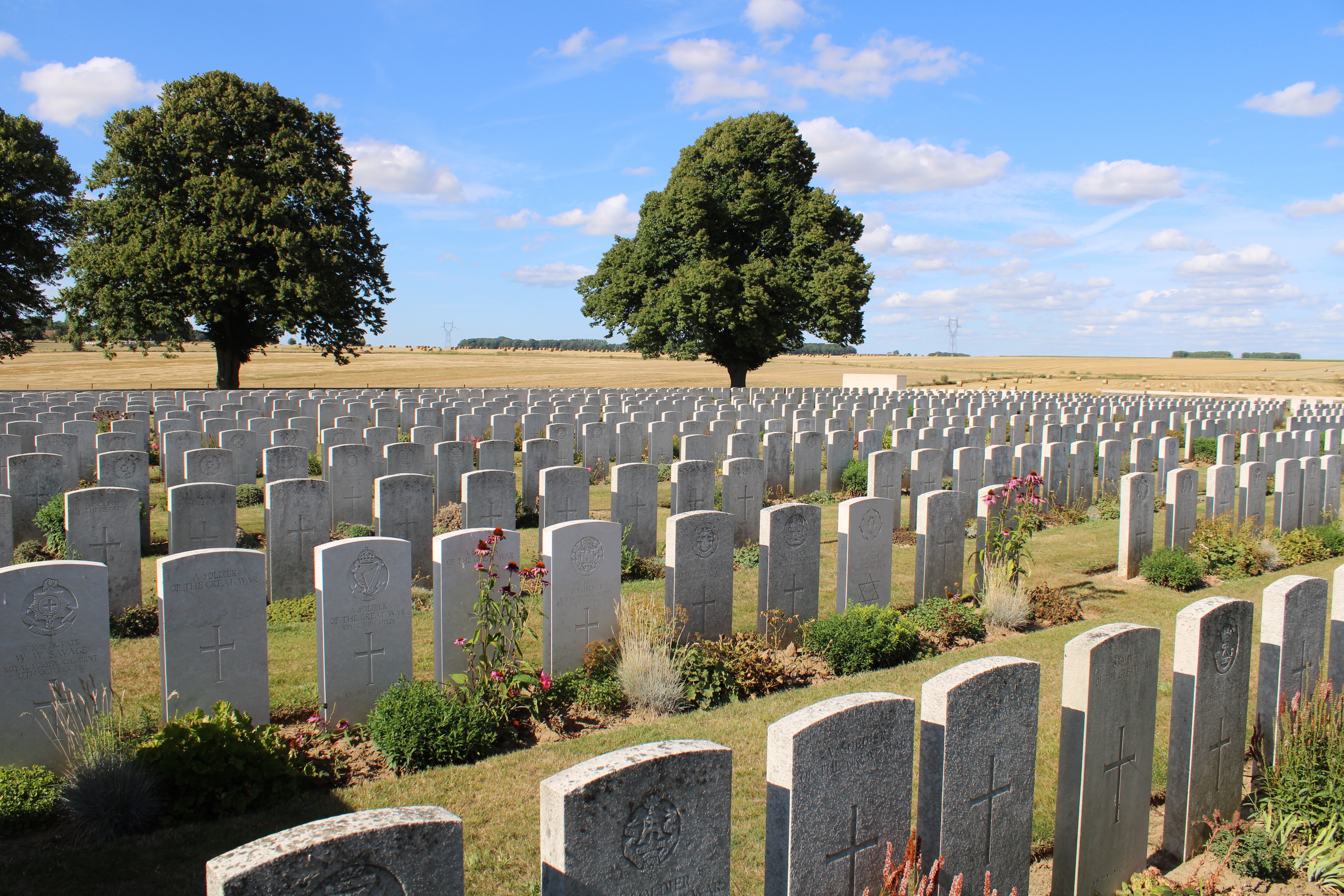
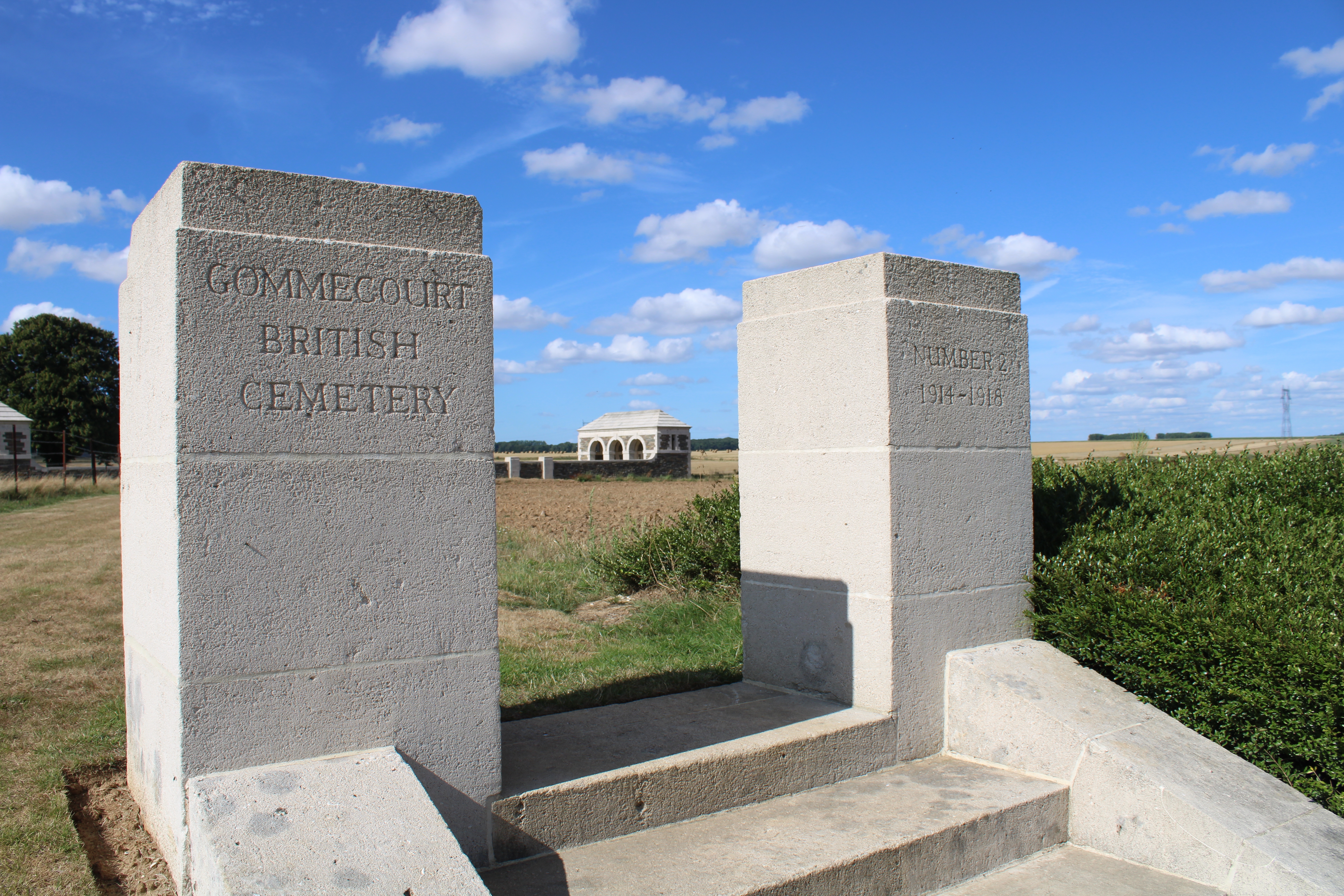
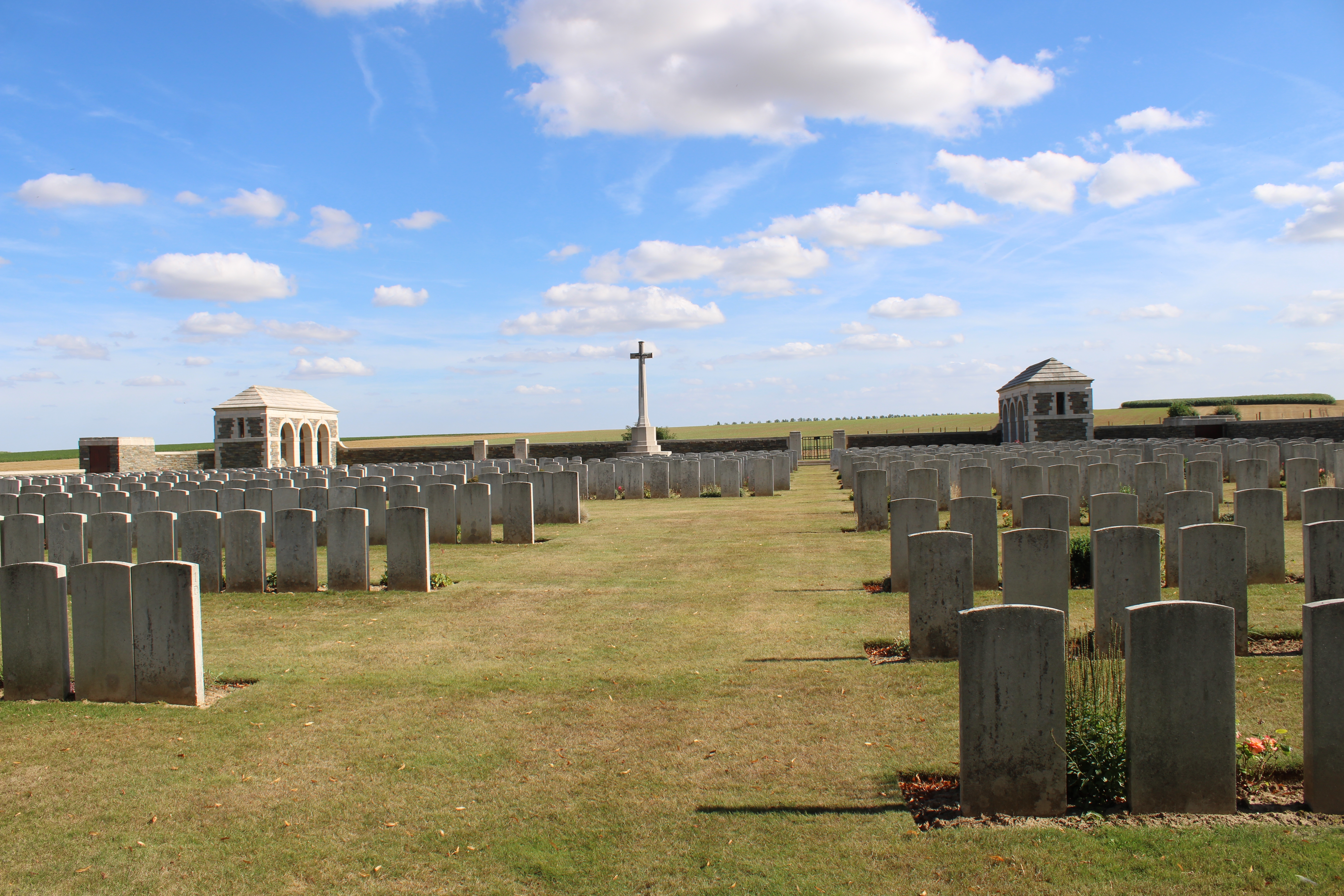
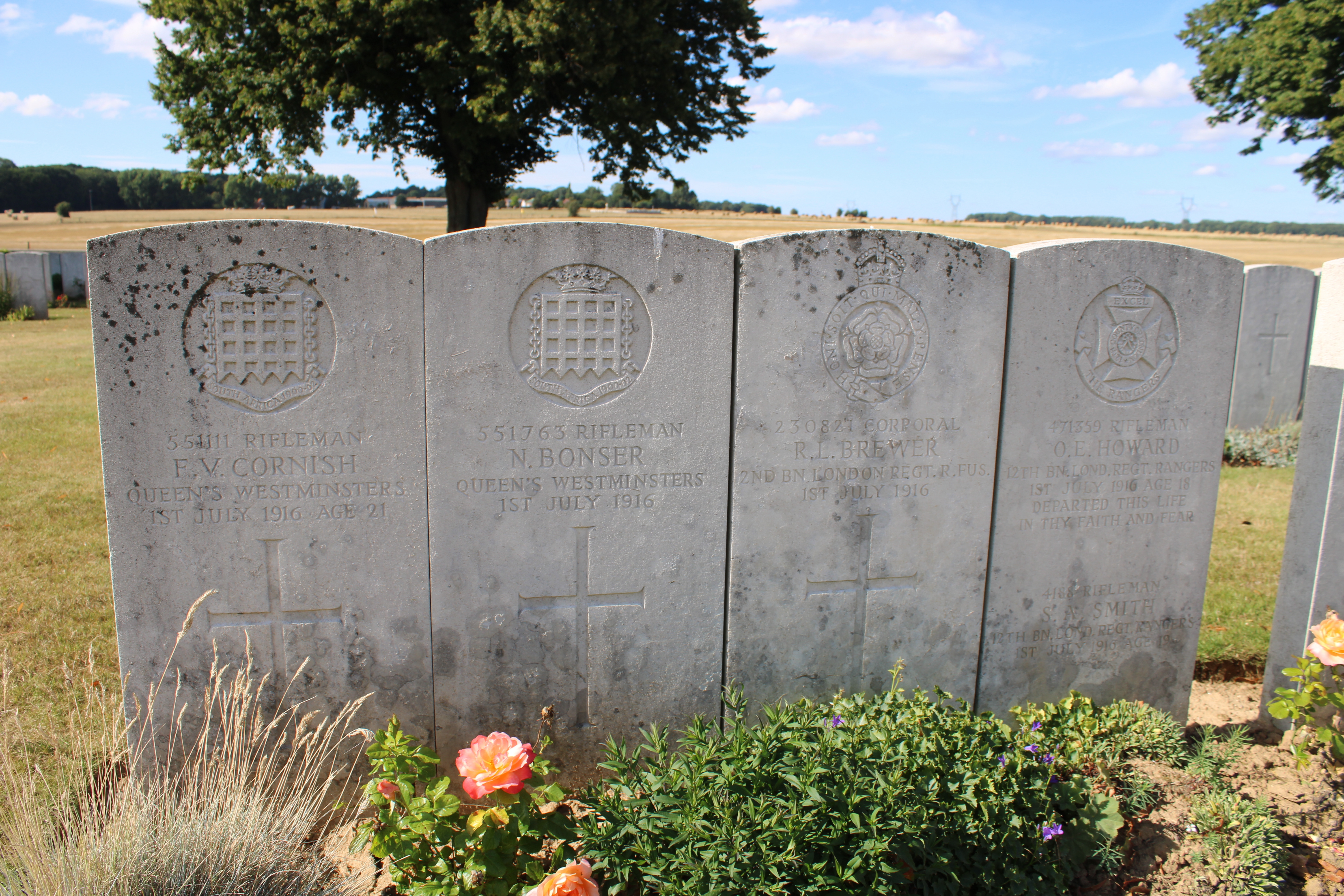

## Sépultures
| Pays             | Sépultures |
| ---------------- | ---------- |
| Royaume-Uni      | 1 284      |
| Australie        | 26         |
| Nouvelle-Zélande | 46         |
| Total            | 1 356      |

## Pour approfondir